# Weinakademiker
Weinakademiker, eine  markenrechtlich geschützte Bezeichnung (Titel), ist eine Qualifikation (kein staatl. akademischer Grad), die an Absolventen der Weinakademie Österreich durch das Kuratorium der Weinakademie Österreich verliehen werden kann. Die Weinakademiker verpflichten sich einem Ehrenkodex, der permanente Weiterbildung im Weinbereich und den verantwortungsvollen Umgang mit dem Kulturgut Wein postuliert.

## Geschichte
Seit 1991 steht die Weinakademie Österreich mit einem eigenen Seminar- und Fortbildungsprogramm als Non-Profit-Organisation allen Weininteressierten offen. Neben dem Campus in Rust (Burgenland) ist ein zweites Büro in Krems an der Donau eingerichtet. Jährlich werden bei über 800 Seminaren in ganz Österreich und Nachbarländern bis zu 15.000 Teilnehmer gezählt.
Der erste Weinakademiker-Jahrgang graduierte 1994. Heute gibt es mehr als 1000 Weinakademiker aus 56 Ländern.

## Struktur des Clubs
Der Titel „Weinakademiker“ ist an die Mitgliedschaft im Club der Weinakademiker gebunden. Der Club ist in ganz Österreich, Deutschland, Schweiz und auch international aktiv. Er veranstaltet Degustationen, Seminare, Vorträge, Weinreisen und weiterführende Veranstaltungen.
Weltweit tragen weit über 1000 Absolventen den Titel „Weinakademiker“. Sie kommen vor allem aus Österreich, Deutschland und der Schweiz, aber auch aus 53 weiteren Nationen: Argentinien, Armenien, Australien, Belgien, Bosnien, Brasilien, Bulgarien, Chile, China, Dänemark, Finnland, Frankreich, Griechenland, Großbritannien, Hongkong, Indonesien, Iran, Irland, Island, Israel, Italien, Japan, Kanada, Kasachstan, Kroatien, Lettland, Liechtenstein, Litauen, Mexiko, Neuseeland, Niederlande, Norwegen, Panama, Polen, Portugal, Rumänien, Russland, Schweden, Serbien, Slowakei, Slowenien, Spanien, Südafrika, Südkorea, Taiwan, Tschechien, Türkei, Ukraine, Ungarn, USA, Venezuela, Weißrussland und Zypern.

## Ausbildung
Die Ausbildung zum Weinakademiker ist sowohl in Englisch als auch in Deutsch möglich. In deutscher Sprache bietet die Weinakademie das „Weinakademiker Diploma“ in Kooperation mit der Hochschule Geisenheim in Deutschland und Zürich, Campus Wädenswil in der Schweiz an. Die mehrjährige Ausbildung umfasst nicht nur die wichtigsten Weine der Welt, sondern auch Spirituosen. Ein weiterer Weg führt über das englischsprachige „WSET Diploma in Wines“ zum Weinakademiker. Hier ist der „Wine and Spirits Education Trust“ (WSET) mit Sitz in London der Kooperationspartner. Am Ende beider Diplomaprogramme steht eine abschließende Diploma-Arbeit und ein mündliches Kolloquium.